# Портрет Алексея Васильевича Воейкова
Портрет Алексея Васильевича Воейкова — картина английского живописца Джорджа Доу и его мастерской, подписанная и датированная 1823 годом, исполненная для Военной галереи Зимнего дворца в Санкт-Петербурге. Является, наряду с другими картинами Военной галереи, частью собраний современного Эрмитажа (инв. ГЭ-8015).
С начала Отечественной войны 1812 года полковник Воейков был флигель-адъютантом и командовал 3-й бригадой 27-й пехотной дивизии, за отличие в Бородинском сражении произведён в генерал-майоры. Во время Заграничного похода 1813 года был ранен в бою под Кайзерсвальде.
Изображён в генеральском вицмундире, введённом для пехотных генералов 7 мая 1817 года, на плечи наброшена шинель. Такой мундир Воейков носить не мог, поскольку летом 1815 года он был уволен в отставку и носил мундир образца 1808 года с двумя рядами пуговиц. На шее кресты прусского ордена Красного орла 2-й степени и ордена Св. Анны 2-й степени (надеты с нарушением правил ношения — орден Св. Анны должен быть выше иностранного ордена); справа на груди ордена Св. Владимира 4-й степени с бантом, серебряная медаль «В память Отечественной войны 1812 года» на Андреевской ленте и бронзовая дворянская медаль «В память Отечественной войны 1812 года» на Владимирской ленте. Справа внизу полустёртая подпись художника: Da[w]e R.A.  Подпись на раме: А. В. Воейковъ, Генералъ Маiоръ.
7 августа 1820 года Комитетом Главного Штаба по аттестации Воейков был включён в список «генералов, заслуживающих быть написанными в галерею» и 19 мая 1822 года император Александр I приказал написать его портрет. Воейков в это время находился в отставке и проживал в своём имении в Тамбовской губернии. В феврале 1823 года он приезжал в Санкт-Петербург и, вероятно, тогда и позировал для портрета. Гонорар Доу был выплачен 13 марта 1823 года. Готовый портрет был принят в Эрмитаж 7 сентября 1825 года.
В 1840-е годы в мастерской И. П. Песоцкого с портрета была сделана литография, опубликованная в книге «Император Александр I и его сподвижники» и впоследствии неоднократно репродуцированная.